# Jim Palmer
James Alvin "Jim" Palmer (nació el 15 de agosto de 1945 en Nueva York) es un exjugador de béisbol de Estados Unidos que actuó como lanzador en las Grandes Ligas. Jugó durante sus 20 años de carrera profesional para los Baltimore Orioles (1965-1984). También, gracias a su presencia atlética y varonil, fue muy conocido modelo de ropa interior para Jockey International durante casi veinte años. Fue seleccionado para ingresar en el Salón de la Fama en 1990. Palmer fue el lanzador de Grandes Ligas con más victorias en la década de 1970, con un total de 186 victorias. También ganó al menos 20 juegos en ocho temporadas diferentes y ganó tres premios Cy Young y cuatro guantes de oro durante la década. Sus 268 victorias en su carrera son actualmente un récord de los Orioles. Seis veces All-Star de la Liga Americana (AL), también fue uno de los pocos lanzadores que nunca permitió un Grand Slam en cualquier partido de Grandes Ligas.
Palmer apareció en la postemporada ocho veces y fue un miembro vital de tres campeones de la Serie Mundial, seis campeones de banderines de la Liga Americana y siete campeones de la División Este. Es el único lanzador en la historia en ganar un juego de Serie Mundial en tres décadas diferentes. También es el más joven en lanzar una blanqueada de juego completo en una Serie Mundial, nueve días antes de su cumpleaños número 21 en 1966, en el que derrotó a Sandy Koufax en la última aparición de Koufax. Fue uno de los titulares en la última rotación que contó con cuatro ganadores de 20 juegos en una sola temporada en 1971.  
Desde su retiro como jugador activo en 1984, Palmer ha trabajado como comentarista en color en transmisiones de juegos de la MLB para ABC y ESPN y para los Orioles en Home Team Sports (HTS), Comcast SportsNet (CSN) Mid-Atlantic y Mid- Atlantic Sports Network (MASN). También ha sido un portavoz popular, el más famoso de Jockey International durante casi 20 años. Fue apodado Tortas en la década de 1960 debido a su hábito de comer panqueques en el desayuno los días que lanzaba.

## Primeros años
James Alvin Palmer nació en Manhattan, Nueva York el 15 de octubre de 1945. Una investigación realizada por su tercera esposa Susan en 2017 reveló que su padre y madre biológicos eran Michael Joseph Geheran y Mary Ann Moroney, ambos inmigrantes irlandeses de los condados de Leitrim y Clare. respectivamente. Joe era un hombre casado de 41 años que vivía en la ciudad, mientras que Mary Ann era una trabajadora doméstica soltera de 37 años que trabajaba para la familia Feinstein, que era prominente en la industria de la confección. Moroney entregó a su bebé en adopción y ocultó información en el registro de nacimientos de la ciudad de Nueva York, donde Palmer figura como Baby Boy Kennedy, cuyo padre era Maroney y la madre Kennedy. Maroney era la ortografía incorrecta de su apellido como se indica cuando se registró en Ellis Island, mientras que Kennedy era el nombre de casada de su hermana Katharine. Moroney finalmente se casó con John Lane y la pareja tuvo una hija, Patricia, la media hermana biológica de Palmer, que murió de leucemia a los 40 años en 1987. (En mayo de 2018, los Palmer todavía estaban buscando a la hija de Patricia Lane, cuyo nombre de casada es Kimberly Hughes y quien sería la media sobrina de Jim Palmer). Geheran murió en 1959 y Moroney en 1979.
Dos días después de su nacimiento, Palmer fue adoptado por Moe Wiesen y su esposa Polly, una adinerada diseñadora de vestidos de Manhattan y propietaria de una boutique, respectivamente, que vivían en Park Avenue. Su hermana Bonnie también fue adoptada por los Wiesens. El mayordomo de la familia le enseñó al joven Jim a lanzar una pelota de béisbol en Central Park. Después de que su padre adoptivo muriera de un ataque cardíaco en 1955, Jim, de nueve años, su madre y su hermana se mudaron a Beverly Hills, California, donde comenzó a jugar en la liga juvenil. En 1956, su madre se casó con el actor Max Palmer, pero Jim continuó bajo el nombre de Jim Wiesen hasta un año después. En un banquete de una liga pequeña, justo antes de recibir un premio, pidió a los entrenadores que lo identificaran como "James Alvin Palmer". "A lo largo de todos estos años, esa noche fue el punto culminante de toda mi vida", recordó Max. Max era un actor de personajes y había dos hombres que compartían ese nombre y que trabajaban en el mundo del espectáculo durante períodos de tiempo similares. Max, que fue el segundo padre de Jim, trabajó principalmente en televisión en programas como Dragnet, Bat Masterson y The Colgate Comedy Hour. Era judío y también se ganaba la vida vendiendo zapatos. El otro Max Palmer, a menudo erróneamente acreditado como el padre de Jim, trabajó en varias películas como un monstruo. Medía 8'2 "y más tarde se convirtió en luchador profesional y finalmente, en evangelista cristiano.
Jim jugó béisbol para los Yankees de Beverly Hills, donde lanzó y también conectó jonrones como jardinero. La familia finalmente se mudó a Scottsdale, Arizona, donde Jim jugó béisbol, baloncesto y fútbol en Scottsdale High School. Obtuvo honores All-State en cada uno de estos deportes y también se graduó con un promedio de calificaciones de 3.4 en 1963. Palmer también mostró su destreza en American Legion Baseball. La Universidad del Sur de California, UCLA, y La Universidad Estatal de Arizona le ofreció becas completas. La Universidad de Stanford también ofreció una beca parcial.
Bobby Winkles del estado de Arizona sugirió que Palmer adquiriera más experiencia jugando béisbol universitario de verano, por lo que Palmer fue a Dakota del Sur para unirse a los faisanes ganadores de la Basin League. El equipo avanzó hasta la final de la liga y Palmer llamó la atención del cazatalentos de los Orioles de Baltimore, Harry Dalton, mientras lanzaba en el segundo juego del campeonato. Según Palmer, 13 equipos de las Grandes Ligas de Béisbol (MLB) lo reclutaron después de que terminó la temporada, pero Jim Russo (el cazatalentos que también firmó a Dave McNally y Boog Powell) y Jim Wilson de los Orioles causó la mejor impresión en sus padres con sus modales educados. Palmer firmó con Baltimore por 50.000 dólares.

## Carrera en el béisbol

### 1960-1965
Un lanzador de patada alta conocido por una entrega excepcionalmente suave, Palmer obtuvo su primera victoria en las Grandes Ligas el 16 de mayo de 1965, venciendo a los Yankees como relevista en casa. Conectó el primero de los tres jonrones de su carrera en las Grandes Ligas, un jonrón productor de dos carreras, en la cuarta entrada de ese juego, ante el abridor de los Yankees, Jim Bouton. Palmer terminó la temporada con un récord de 5-4.

### 1966: Ganó su primera Serie Mundial
En 1966, Palmer se unió a la rotación inicial. Baltimore ganó el banderín detrás del MVP de Frank Robinson en esa temporada y la Triple Corona. Palmer ganó su último juego, contra los Kansas City Athletics, para hacerse con el banderín de la Liga Americana. En el Juego 2 de esa Serie Mundial en el Dodger Stadium, se convirtió en el lanzador más joven (20 años, 11 meses) en ganar con una blanqueada en la Serie Mundial en un juego completo, derrotando al campeón mundial defensor Dodgers 6-0. Los desamparados Orioles barrieron la serie sobre un equipo de Los Ángeles que incluía a Sandy Koufax, Don Drysdale y Claude Osteen. La blanqueada fue parte de un récord de la Serie Mundial 33+1⁄3 entradas consecutivas en blanco de los lanzadores de los Orioles. La última carrera de los Dodgers fue contra Moe Drabowsky en la tercera entrada del Juego 1. Palmer, Wally Bunker y Dave McNally lanzaron blanqueadas en los siguientes tres juegos.

### 1967-1968: lesionado y a las sucursales
Durante las siguientes dos temporadas, Palmer luchó con lesiones en el brazo. Se lesionó el brazo en 1966 mientras usaba un rodillo de pintura en su nueva casa en Baltimore. Las inyecciones de cortisona le permitieron lanzar durante el resto de la temporada y la Serie Mundial, pero en 1967, su brazo seguía sintiéndose pesado. Lanzó un juego de un hit contra los Yankees de Nueva York el 12 de mayo, pero fue enviado a las ligas menores luego de un mal comienzo contra los Medias Rojas de Boston cinco días después. Mientras intentaba regresar con los Rochester Red Wings en las Cataratas del Niágara, Nueva York, Palmer recibió el único Grand Slam en toda su carrera profesional, que fue bateado por el Buffalo Bisontes ' Johnny Bench. Solo lanzó tres juegos más para los Orioles en 1967. En 1968, estaba limitado a 10 juegos de ligas menores, sin apariciones para los Orioles. El panorama de su carrera era tan sombrío que Palmer consideró dejar el béisbol para asistir a la universidad o tratar de ser un jugador de posición. Había sido colocado en exenciones en septiembre de 1968 y quedó desprotegido para los Kansas City Royals y Seattle Pilots en el draft de expansión un mes después, pero no fue reclamado. Después de que lanzó para un equipo de la Liga de Instrucción, los Orioles lo enviaron a lanzar para los Cangrejeros de Santurce en la Liga de Invierno de Puerto Rico. Sin embargo, antes de partir hacia Santurce, Palmer asistió a un juego de los Baltimore Bullets y se sentó junto a Marv Foxxman, un representante farmacéutico que le sugirió que probara Indocin. En Santurce, el brazo de Palmer dejó de doler y su bola rápida comenzó a golpear de nuevo a 95 mph. "Fue un milagro en lo que a mí respecta", dijo Palmer.

### 1969: su único juego sin hit ni carrera y derrota en la Serie Mundial
Palmer regresó sano en 1969, reincorporándose a una rotación de los Orioles que incluía a los ganadores de 20 juegos Dave McNally y Mike Cuellar. Se perdió julio con un período de seis semanas en la lista de lesionados, pero fue por un desgarro muscular en la espalda, no por problemas en el brazo. Ese 13 de agosto, Palmer lanzó un juego sin hit contra Oakland Athletics, solo cuatro días después de salir de la lista de lesionados. Fue el único juego sin hits de su carrera. Terminó la temporada con una marca de 16-4, 123 ponches, una efectividad de 2.34 y un porcentaje de victorias de .800. Los Orioles amplios favoritos fueron derrotados en la Serie Mundial de 1969 por los milagrosos Nueva York Mets con Palmer tomando la derrota en el Juego 3.

### 1970-1971: ganador de 20 juegos en ambas campañas
En 1970, Cuellar tuvo récord de 24–8, McNally 24–9, Palmer 20–10. En 1971 el trío fue 20-9, 21-5 y 20-9, respectivamente y con Pat Dobson 20-8. Solo otro equipo en la historia de la MLB, los Chicago White Sox de 1920, ha tenido cuatro ganadores de 20 juegos. Esto permitió ganar su segunda Serie Mundial al vencer a los Cincinnati Reds en 1970.
A pesar de ser poseedor de un cuerpo de pitcheo impresionante, los Orioles se presentaron de nuevo como campeones de la Liga Americana y campeón defensor de la Serie Mundial pero perdieron la Serie Mundial de 1971 ante Pittsburgh Pirates.

### 1972-1973 ganador de 20 juegos y su primer Cy Young
Palmer ganó 21 juegos en 1972 y terminó con 22–9, 158, 2.40 en 1973 y se fue con su primer premio Cy Young en su carrera. Durante ese tiempo los Orioles no pudieron ser campeones por aparecer la dinastía ganadora de Oakland Athletics que ganaría la Serie Mundial en tres temporadas seguidas.

### 1974: lesionado del brazo
Su éxito fue interrumpido en 1974 cuando su brazo comenzó a causarle problemas en los entrenamientos de primavera. Finalmente, estuvo caído durante ocho semanas con problemas en el codo. Palmer había perdido siete juegos seguidos cuando entró en la lista de lesionados el 20 de junio. Le diagnosticaron una lesión en el nervio cubital y el cirujano ortopédico Robert Kerlan le recetó reposo, terapia con agua fría y caliente y medicamentos. Se consideró la cirugía, pero el dolor de Palmer disminuyó y pudo volver a jugar en agosto. Terminó 7-12.

### 1975-1976: Ganador de 20 juegos por temporada y dos Cy Young
Palmer estaba en su mejor momento nuevamente en 1975, ganando 23 juegos, lanzando 10 blanqueadas (permitiendo solo 44 hits en esos juegos) y creando una efectividad de 2.09, todos los mejores en la Liga Americana. Completó 25 juegos, incluso salvó uno, y limitó a los bateadores oponentes a un promedio de bateo de .216. El 28 de julio de 1976, recibió una multa del presidente de la Liga Americana, Lee MacPhail, luego de golpear a Mickey Rivers con un lanzamiento el día anterior. Palmer dijo que fue en represalia porque Dock Ellis golpeó a Reggie Jackson con un lanzamiento al principio del juego, luego se quejó cuando Ellis (quien no admitió haber lanzado a Jackson) no fue multado. Palmer ganó su segundo premio Cy Young y repitió su hazaña en 1976 (22-13, 2.51). Durante el último año, ganó el primero de cuatro premios Gold Glove consecutivos. (Jim Kaat, que había ganado el premio 14 años seguidos, se mudó a la Liga Nacional, donde ganó el premio ese año y en 1977).

### Disputas salariales con los Orioles
Después de ganar $ 185,000 dólares en 1976, Palmer esperaba un aumento en 1977. Los Orioles ofrecieron $ 200,000 dólares inicialmente, pero Palmer quería $ 275,000 dólares. Finalmente acordaron un salario de 260.000 dólares, con un bono por una "contribución significativa". En 1977 y 1978, Palmer ganó 20 y 21 juegos, respectivamente. A pesar de las 20 victorias en 1977, los Orioles casi se negaron a darle una bonificación. Después de que la Asociación de Jugadores de Béisbol de las Grandes Ligas presentó una queja en la disputa de Palmer y amenazó con ir a arbitraje (lo que probablemente habría resultado en que Palmer se convirtiera en agente libre), el GM Hank Peters cedió y le dio el bono. Durante el período que va de 1970 a 1978, Palmer había ganado 20 juegos en cada temporada excepto en 1974. Durante esas ocho temporadas de 20 victorias, lanzó entre 274+1⁄3 y 319 entradas por año, liderando la liga en entradas lanzadas cuatro veces y un promedio de carreras limpias dos veces. Durante ese lapso, lanzó entre 17 y 25 juego completos cada año. 

### 1979: otra Serie Mundial perdida
Frustrado porque los lanzadores que se habían convertido en agentes libres como Vida Blue y Bert Blyleven estaban ganando más dinero que él en 1979, Palmer le dijo a un reportero de St. Paul Pioneer Press "Voy a agravar [a los Orioles] hasta que me intercambien." Weaver respondió pegando una nota en su casillero que decía: "Feliz Día del Padre. Ahora madura". "Tiene razón, está mal pagado ... Vale un millón de dólares cuando lanza, pero firmó por 260.000 dólares". Palmer finalmente superó su descontento y el equipo ganó el banderín de la Liga Americana. Weaver apuntó a Palmer para comenzar el Juego 1 de la ALCS contra los Angelinos, aunque Palmer le pidió que iniciara Mike Flanagan, el ganador del premio Cy Young de 1979, Weaver valorizó la experiencia de Palmer. Emparejado contra Ryan, Palmer permitió tres carreras en nueve entradas, sin tomar una decisión cuando se fue con el juego empatado. Los Orioles ganaron en el décimo con un jonrón de John Lowenstein y ganaron la serie 3-1. Pero los Orioles fueron derrotados al igual que en 1971 por Pittsburgh Pirates.

### Década de 1980
Desde 1980 hasta 1985, Palmer se vio obstaculizado por la fatiga del brazo y una miríada de lesiones menores. Aun así, trajo una presencia de veterano estabilizador al cuerpo de lanzadores.
En 1981, Palmer tuvo una disputa con Doug DeCinces después de que DeCinces falló un lance de línea bateeado por Alan Trammell. en un juego contra los Tigres. Según DeCinces, Palmer "me estaba maldiciendo y lanzando sus manos al aire" después de la jugada. "Esas bolas tienen que ser atrapadas", dijo Palmer a un periódico. "Doug es reacio a ponerse delante de una pelota". "Me gustaría saber dónde se lleva Jim Palmer criticando a otros", respondió DeCinces. "Pregúntale a cualquiera; todos están hartos de eso. Somos un equipo de veinticuatro hombres y una prima donna. Él cree que siempre es culpa de alguien más". La disputa se mantuvo a fuego lento hasta junio, cuando Weaver dijo: "No veo ningún motivo de preocupación. El antesalista quiere que el lanzador lo haga un poco mejor y el lanzador quiere que el antesalista lo haga un poco mejor. Espero que todos podamos hacerlo mejor y besar y maquillar ... El juez me dio la custodia de los dos ".para la disputa: "Si Brooks no hubiera sido el mejor antesalista de todos los tiempos, el resto de los Orioles no hubieran dado por sentado que cualquier bola golpeada en cualquier lugar dentro del mismo condado que Brooks sería juzgada perfectamente, fildeada perfectamente, y lanzado perfectamente, clavando (perfectamente) lo que parecían ser todos los bateadores rivales".

### 1983: tercera Serie Mundial ganada
Después de que Palmer registrara una efectividad de 6.84 en cinco aperturas, el gerente general Hank Peters anunció que "Palmer nunca, nunca, comenzará otro juego con el uniforme de los Orioles. Lo he tenido". Earl Weaver trasladó a Palmer al bullpen, pero como el equipo necesitaba otro abridor, volvió a poner a Palmer en la rotación en junio. Poco después, Palmer tuvo una racha ganadora de 11 juegos.
La última victoria de Palmer en las Grandes Ligas fue notable: lanzando en relevo de Mike Flanagan en el tercer juego de la Serie Mundial de 1983, enfrentó el orden de bateo plagado de celebridades de Philadelphia Phillies y no permitió carreras en una cerrada victoria de los Orioles los cuales serían campeones de la Serie Mundial.

### Histórico
Los 17 años entre la primera victoria de Palmer en la Serie Mundial en 1966 y la victoria en 1983 es el período de tiempo más largo entre la primera y la última victoria de lanzadores en la Serie Mundial para un lanzador individual en la historia de las Grandes Ligas. También se convirtió en el único lanzador en la historia de las Grandes Ligas que ganó juegos de la Serie Mundial en tres décadas. Además, Palmer se convirtió en el único jugador en la historia de los Orioles en aparecer en los seis (1966, 1969, 1970, 1971, 1979, 1983) de sus apariciones en la Serie Mundial hasta la fecha.

### Retiro
Palmer fue el único jugador de los Orioles en el equipo del campeonato de 1983 que ganó previamente una Serie Mundial. Se retiró después de ser liberado por Baltimore durante la temporada de 1984. Se retiró con un récord de 268-152 de victorias y derrotas y una efectividad de 2.86. Palmer fue elegido para el Salón de la Fama en 1990, su primer año de elegibilidad.

## Reconocimientos
Los Orioles retiraron su número 22 del uniforme en 1985. En 1990, fue seleccionado para ingresar al Salón de la Fama. En 1999, “The Sporting News” ubicó a Palmer en el puesto 64 de la lista de los 100 mejores jugadores de béisbol de la historia (100 Greatest Baseball Players) y fue nominado como finalista del Juego de la Centuria de las Grandes Ligas (Major League Baseball All-Century Team).